# Rasbo-Rasbokils församling
Rasbo-Rasbokils församling är en församling i Rasbo pastorat i Uppsala kontrakt i Uppsala stift i Svenska kyrkan. Församlingen ligger i Uppsala kommun i Uppsala län.

## Administrativ historik
Församlingen bildades 2019 genom sammanläggning av Rasbo och Rasbokils församlingar inom Rasbo pastorat.

## Kyrkor
- Rasbo kyrka
- Rasbokils kyrka